# Suicide (Grosz)
Pour les articles homonymes, voir Suicide et Suicide (homonymie).
Suicide (en allemand : Selbstmörder) est une peinture à l'huile réalisée en 1916 par l'artiste allemand George Grosz. Elle appartient à la collection permanente de la Tate à Londres.

## Description
L'œuvre représente une scène nocturne urbaine teintée de rouge, dans laquelle le corps d'un homme, suicidé, gît sur le trottoir, revolver à la main. Des chiens errants rôdent dans la rue, tandis qu'un vieil homme passe devant une fenêtre où une prostituée observe la scène. Un pendu est visible un peu plus loin. Le style est expressionniste, avec des formes anguleuses et une atmosphère oppressante.
L'ambiance est saturée de rouge, évoquant la violence et la déchéance morale.

## Contexte
Peinte pendant la Première Guerre mondiale, l'œuvre reflète le désespoir et la colère de Grosz envers la société allemande. L'artiste, brièvement mobilisé en 1915, fut profondément marqué par la guerre et développa une vision critique du militarisme, de la bourgeoisie et de la décadence morale.

## Interprétation
Suicide illustre la vision profondément pessimiste de George Grosz sur la société allemande pendant la Première Guerre mondiale. Le tableau dépeint une scène urbaine nocturne baignée d'une lumière rouge infernale, où chaque élément — le cadavre, les chiens errants, la prostituée, l'église en arrière-plan — symbolise la corruption morale, la dérive sociale et la déchéance spirituelle de l'époque.
George Grosz y déploie son lexique visuel de l'apocalypse urbaine : le revolver rouge, le crâne décharné, le pendu au lampadaire, et la prostituée exhibée derrière une vitrine. Ces éléments traduisent son misanthropie exacerbée et sa dénonciation du militarisme, du capitalisme et de l'hypocrisie religieuse.
L'œuvre anticipe les thèmes de la nouvelle objectivité et du dadaïsme en mêlant satire sociale et tragédie existentielle. Grosz lui-même résumait sa vision du monde en ces termes : « Les hommes sont des porcs… La vie n'a pas de sens en dehors de la satisfaction des appétits ».

### Le Malade d'amour, pendant deSuicide
Suicide et Le Malade d'amour (en allemand : Der Liebeskranke) sont deux peintures réalisées en 1916 par l'artiste allemand George Grosz. Ces deux œuvres, de même dimension, sont conçues comme des pendants visuels et thématiques, et illustrent la vision sombre et satirique de George Grosz sur la société allemande pendant la Première Guerre mondiale.
Le Malade d'amour montre Grosz lui-même, assis seul dans un café, entouré de symboles macabres : squelette, chien bleu, arête de poisson, maisons en feu. L'œuvre évoque la mélancolie, la vanité et le désespoir amoureux dans une société en ruine.
Les deux tableaux traduisent la misanthropie de Grosz et sa critique du militarisme, de la bourgeoisie et de la décadence urbaine. Suicide illustre la mort physique et sociale, tandis que Le Malade d'amour incarne la mort intérieure et affective. Ensemble, ils forment un diptyque existentiel sur la condition humaine en temps de guerre.

## Provenance
Suicide a été acquis par la Tate en 1976 avec l'aide de l'association caritative britannique Art Fund.